# Les Aventures de la petite valise jaune
Pour plus de détails, voir Fiche technique et Distribution.
Les Aventures de la petite valise jaune (Приключения жёлтого чемоданчика) est un film soviétique réalisé par Ilia Frez, sorti en 1970,.
Cette comédie musicale est une adaptation à l'écran de l'histoire du même nom de Sofia Prokofieva. Le film a été tourné dans la vieille ville de Tallinn et dans les nouveaux quartiers de Moscou.

## Fiche technique
- Photographie : Mikhail Kirillov
- Musique : Yan Frenkel
- Décors : Noï Senderov
- Montage : Ekaterina Vasilieva, Vera Vasilieva

## Distribution
- Tatiana Pelttser : Anna Petrovna, la grand-mère de Toma
- Evgueni Lebedev : médecin pour enfants
- Natalya Seleznyova : mère de Petya
- Boris Bystrov : pilote Verevkin, le père de Toma
- Andrei Gromov : fils de Petya
- Victoria Chernakova : fille de Toma
- Viktor Tikhonov : Fedor Boulankine
- Evgueni Vesnik : directeur de l'aéroport
- Constantin Kountychev
- Andrei Gromov : Petya (comme Andryusha Gromov)